# Frontera entre Irak e Irán
La frontera entre Irán e Irak es un lindero internacional de 1 458 kilómetros de longitud que separa a Irak e Irán. Aunque fue determinada por primera vez en 1639, han existido impugnaciones de ambas partes desde entonces, particularmente con relación a la navegación sobre las aguas del Shatt-al-Arab. La frontera actual data de los acuerdos de Argel firmados en 1975 y ratificados en 1976.

## Trazado
La frontera inicia en el golfo Pérsico en la desembocadura del Shatt-al-Arab (llamado Arvand Rud por los iraníes) a 29° 51' 16" N y 48° 44' 45" E. Sigue luego el thalweg del Shatt-al-Arab sobre unos 150 km hasta su confluencia con uno de sus tributarios, el Nahr al-Khayin. De ahí toma la dirección norte atravesando una sucesión de llanuras y después de montañas tales las montes Zagros, Nahr at-Tib y Nahr Wadi. Se acaba finalmente en el punto triple donde se unen la frontera entre Irak y Turquía y aquella entre Turquía e Irán a 37° 08' 44" N y 44° 47' 05" E.

## Historia

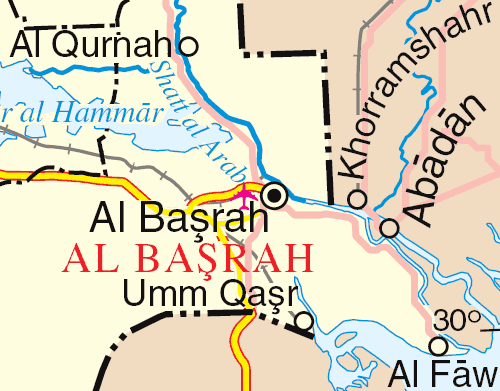
Mapa de la frontera Irán-Irak sobre el Shatt-al-Arab.

La historia de esta frontera remonta a 1639 cuando estuvo firmado el tratado de Zohab entre el Imperio otomano (que controlaba entonces Irak) y Persia. El acuerdo estipulaba que la frontera tendría que correr entre las montes Zagros y el Tigris. En 1724, los otomanos infringen el acuerdo e invadieron Persia.  Se firmó un tratado de paz entre ambos imperios en 1746, y ambos Estados reconocieron la frontera de 1639. Esto se confirmó por el tratado de Erzurum de 1847 en  donde, por primera vez, fue estudiado detalladamente el caso del Shatt-al-Arab. La frontera se estableció entonces sobre el margen oriental del golfo Pérsico, que le dejaba al Imperio otomano el control de toda esta vía de agua. Los años siguientes la frontera fue refinada de manera más detallada y se dibujó un mapa más preciso en 1860.
Una demarcación más precisa fue emprendida en 1911 a instancias de Rusia y de Reino Unido que tenían aspiraciones coloniales en la región. En 1913-1914, una comisión, puesta en marcha como consecuencia del protocolo de Estambul, revisó el trazado sobre la sección del Shaat-al-Arab. Se decidió que la frontera continuaría siguiendo el margen oriental del curso de agua excepto la zona contigua a la ciudad persa de Jorramchar donde tendría que seguir el thalweg.
Los tratados de Erzurum y de Constantinopla fueron discutidos en 1934 por Irán que puso su validez en cuestión. El contencioso fue resuelto en 1937 regresando a la frontera original, excepto la zona contigua a la ciudad persa de Abadán, donde la frontera fue trasladada del margen oriental hacia el thalweg como había sido el caso para Jorramchar dos décadas antes.
Aunque esta redefinición de la frontera puso fin a la mayoría de las reivindicaciones iraníes, no cubrió la libre de navegación sobre el Shatt-al-Arab. Este problema fue resuelto como consecuencia de la firma de los acuerdos de Argel, en esta ocasión las partes se pusieron de acuerdo para hacer pasar la frontera sobre el thalweg, y este sobre el conjunto del curso del Shatt-al-Arab. En contrapartida, Irán se comprometió a cesar de apoyar a los activistas kurdos del norte de Irak. El tratado fue rechazado cinco años más tarde por Irak, lo que fue lo una de las causas de la guerra Irán-Irak. El final de la guerra consagró el regreso a la situación prevaleciente en 1975, y la resolución 598 de las Naciones Unidas de 1987 comprometió a ambas partes de respetar las fronteras internacionalmente reconocidas.
Sin embargo Irak regularmente continúa cuestionando el trazado de la frontera definida por los acuerdos de Argel de 1975. No obstante, según el derecho internacional, un tratado bilateral no puede ser puesto en causa por una sola de las dos partes. La cuestión de la frontera entre Irán e Irak sobre el Shatt-al-Arab queda una cuestión sensible, como lo han mostrado el arresto por la marina iraní de naves militares británicas sobre el Shatt-al-Arab en 2004 y en 2007. Efectivamente, el Estado iraní ha considerado que estas naves habían violado las aguas territoriales iraníes durante su navegación sobre el río mencionado.
El 19 de diciembre de 2009, Irak desplegó sus tropas en la frontera como consecuencia de un diferendo fronterizo con Irán. Soldados iraníes habrían tomado el control de un pozo petrolero en territorio iraquí. Sin embargo, una comisión de arbitraje es en curso para regular este diferendo.

## Fuente
- Esta obra contiene una traducción  derivada de «Iran-Iraq boundary» de Wikipedia en inglés, concretamente de esta versión, publicada por sus editores bajo la Licencia de documentación libre de GNU y la Licencia Creative Commons Atribución-CompartirIgual 4.0 Internacional.
- Biger, Gideon. The Encyclopedia of International Boundaries, Facts on File, 1995. ISBN 0-8160-3233-5
- Ki a, Mehrdad (2017). The Ottoman Empire: A Historical Encyclopedia. ABC-CLIO. p. 46. ISBN 978-1610693899.

1. ↑  Texto en Wikisource.
2. 1 2  (en inglés) Iraq sends forces to disputed field, Al Jazeera, 20 de diciembre 2009
3. ↑  Des soldats iraniens s'emparent d'un puits pétrolier en territoire irakien, Yahoo Actualités, 18 diciembre 2009